# Kerepes
Kerepes város Pest vármegyében, a Gödöllői járásban, a budapesti agglomerációban.

## Fekvése

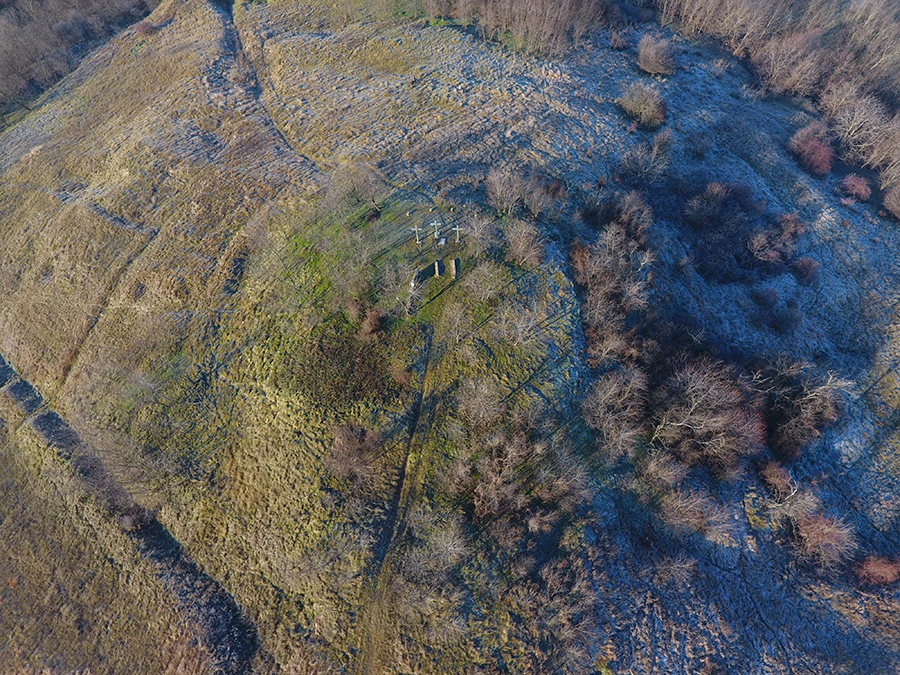
Kerepes, Kálvária - Földvár légi fotón

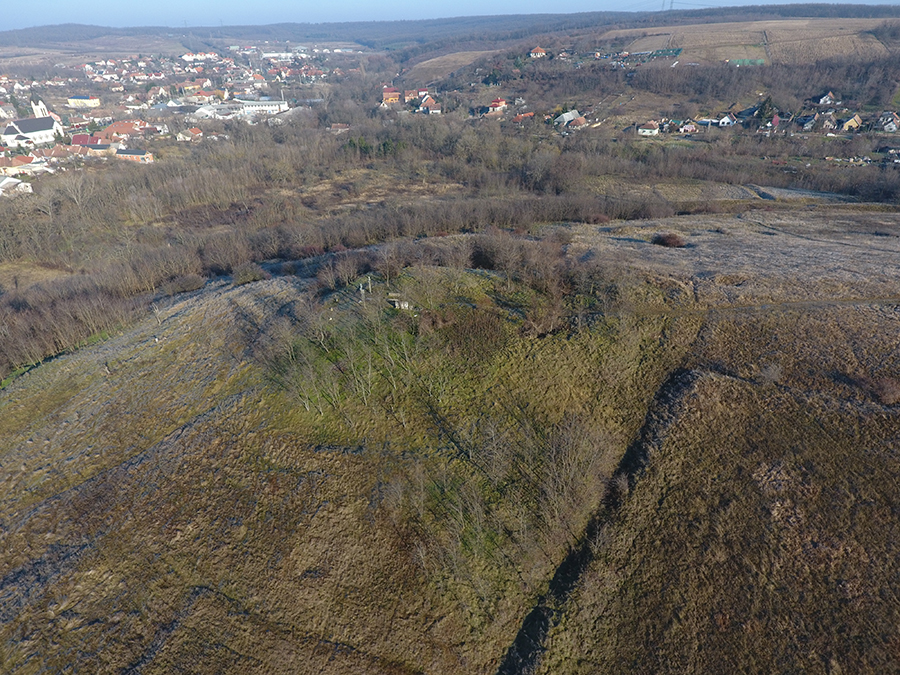
Földvár légi felvételen (Kerepes, Kálvária)

A 3-as főút mellett található Budapest és Gödöllő között félúton; a fővárosi Clark Ádám tértől 20 km-re. Legnagyobb önálló nevű településrésze Szilasliget. A várost a Gödöllői HÉV és a vasútvonal fölött magasodó dombokon eredő Szilas-patak völgye is keresztezi. A Gödöllői-dombság erdői veszik körbe, a környező dombok közt találjuk a 328 méteres Bolnokát.

## Története
Igen sok régészeti lelőhelyet tártak fel itt, leleteik az újkőkortól kezdődnek. A Csörsz-árok egy szakasza a településtől északra húzódik. 
Első okleveles említése 1148-ban, „Kerepesi-rév”-ként (kerep: régi magyar szó; jelentése: hajó, csónak). Az 1400-as évek elején épülhetett a Szent Miklós templom.
Az 1596-os tatárdúlás során a lakosság teljes egészében kihalt vagy elmenekült, s csak később, 1620-ban települt újra a falu. Az 1690-es évektől kezdett megint benépesülni magyar és német telepesekkel. Kerepes németsége több vonulatban került a településre. Mária Terézia idején, de már korábban is éltek itt németek. Biztosan állíthatjuk, hogy az 1686 utáni hadszíntérré és átvonulási területté vált környék elnéptelenedett, lakossága ismét elmenekült. Kerepesre német családok érkeztek 1690 után. Benkovics Ágoston 1691. április 3-án kelt leveléből kitűnik, hogy kezdetét vették Kerepesen az építkezések. Dwornikowich Mihály váci püspök már 1695. június 14-én kelt utasításában letiltja a kerepesieket a Pusztatarcsai birtokok használatától. Az 1699-es összeírásban a német családfők száma 57%, a magyaroké 43%. Kerepes német és magyar lakossága elhagyta faluját 1703-ban, aminek súlyos indítékát ma még csak sejtjük. Gondolunk a Szentendre–Buda–Ráckeve környéki rácok pusztító portyáira, amelyek Vácig, Veresegyházig, Fótig, Kókáig, Tápiószecsőig és Szentmártonkátáig hatoltak el. A Rákóczi-szabadságharc alatt a lakosság megint csak elmenekült.
Csak a váci járásból az 1703-as évhez képest 15 falu hiányzik, főleg Pest körül hatalmas ívben: Dunakeszi, Kerepes, Nagytarcsa, Pécel, Maglód, Ecser stb. mind lakatlan. És ez már így is maradt az 1711. április 30-án megkötött szatmári békéig, addig is a falu üresen állt, elhagyott volt. A régi lakosok közül Ellenpocher Tamásék, Horváth Andrásék, Schempigl Györgyék és Spielman Gáspárék, mindössze négy család tért vissza Kerepesre. Az egyik legrégebbi, ma is megtalálható kerepesi családnév az Ellenbacher.
Az 1690 után elkezdődött szervezett telepítési programok során magyar, német és tót családok jöttek ide. 1719-től Grassalkovich Antal tulajdonába kerül Kerepes. Ekkortól kezdődött az egyházi anyakönyvezés is. A három nyelv viszonya a 18. század második felében úgy alakult, hogy a magyar egyre inkább előtérbe került, tekintet nélkül arra, hogy a nevek alapján a lakosságnak csak 45 százaléka volt eredetileg is magyar. Ezt támasztja alá a helyi közigazgatás magyar és latin nyelve. A szlovák nyelv tartotta pozícióit mintegy egyharmad részben, bár nyilván a szlovák lakosság ekkorra már szintén kétnyelvűvé vált. Az 1779-es és 1842-es canonica visitatiók szerint Kerepes egyházi nyelve 1830-ig német és szlovák volt ezt követően magyar is. A környéken éltek Petőfi Sándor rokonai, s maga a költő is többször megfordult a faluban (ezt emléktábla őrzi). Az 1848–49-es forradalom és szabadságharc alatt Klapka György és Aulich Lajos tábornokok állomáshelye volt Kerepes.
1867-ben magyar királyi koronabirtok lett. 1882-ben megépült a HÉV-vonal a Keleti pályaudvar és Kerepes között. 1911-ben villamosították a HÉV vonalát, és a vonalat kibővítették. Az új végállomás Gödöllő lett. 1970-től a HÉV pesti végállomása az Örs vezér tere lett.
1978. december 31-én Kistarcsát és Kerepest Kerepestarcsa néven egyesítették. 1994. december 11-étől Kerepes és Kistarcsa ismét önálló települések lettek. Kerepes az ezredfordulót követő években sokáig hiába próbálkozott a városi cím megszerzésével, végül 2013. július 15. napjával nyilvánították várossá.

## Közélete

### A település vezetői
Községi bírók 1950 előtt
Tanácselnökök 1950-1990 között
[Kerepes 1978 és 1994 között Kerepestarcsa település része volt.]
Kistarcsával közös polgármestere az önállósodás előtt
- 1990–1994: Rapavi József (nem ismert)[3]

Polgármesterei önálló településként (1994 óta)
- 1994–1998: Tóth Lajos (MSZP)[4]
- 1998–2001: Tóth Lajos (független)[5]
- 2001–2002: Bók Károly (független)[6][7]
- 2002–2006: Bók Károly (független)[8]
- 2006–2010: Franka Pál Tibor (független)[9]
- 2010–2014: Franka Pál Tibor (Összefogás Kerepesért Egyesület)[10]
- 2014–2019: Franka Pál Tibor (Összefogás Kerepesért Egyesület)[11]
- 2019–2024: Gyuricza László (Fidesz-KDNP)[12]
- 2024– : Gyuricza László (Szeretni, Adni, Támogatni Egyesület)[13]

A településen 2001. szeptember 30-án időközi polgármester-választást tartottak, az előző polgármester lemondása miatt.

## Népesség
A település népességének változása:
| Lakosok száma | 9943 | 9877 | 10 046 | 10 386 | 11 221 | 11 066 | 11 136 |
|               | 2013 | 2014 | 2018   | 2021   | 2022   | 2023   | 2024   |

A 2011-es népszámlálás során a lakosok 83,4%-a magyarnak, 1,8% cigánynak, 3% németnek, 0,6% románnak, 1,1% szlováknak mondta magát (15,8% nem nyilatkozott; a kettős identitások miatt a végösszeg nagyobb lehet 100%-nál). A vallási megoszlás a következő volt: római katolikus 34,1%, református 8,5%, evangélikus 1,5%, görögkatolikus 1,1%, felekezeten kívüli 18,7% (33,4% nem nyilatkozott).
2022-ben a lakosság 87,3%-a vallotta magát magyarnak, 3,6% németnek, 1,1% cigánynak, 0,6% szlováknak, 0,4% románnak, 0,2% ukránnak, 0,1-0,1% szerbnek, lengyelnek, horvátnak, örménynek és bolgárnak, 3,9% egyéb, nem hazai nemzetiségűnek (12,5% nem nyilatkozott; a kettős identitások miatt a végösszeg nagyobb lehet 100%-nál). Vallásuk szerint 24,6% volt római katolikus, 8,3% református, 1,4% evangélikus, 1,3% görög katolikus, 0,1% izraelitának, 0,1% ortodox, 2,6% egyéb keresztény, 0,7% egyéb katolikus, 17,1% felekezeten kívüli (43,5% nem válaszolt).

## Nevezetességei

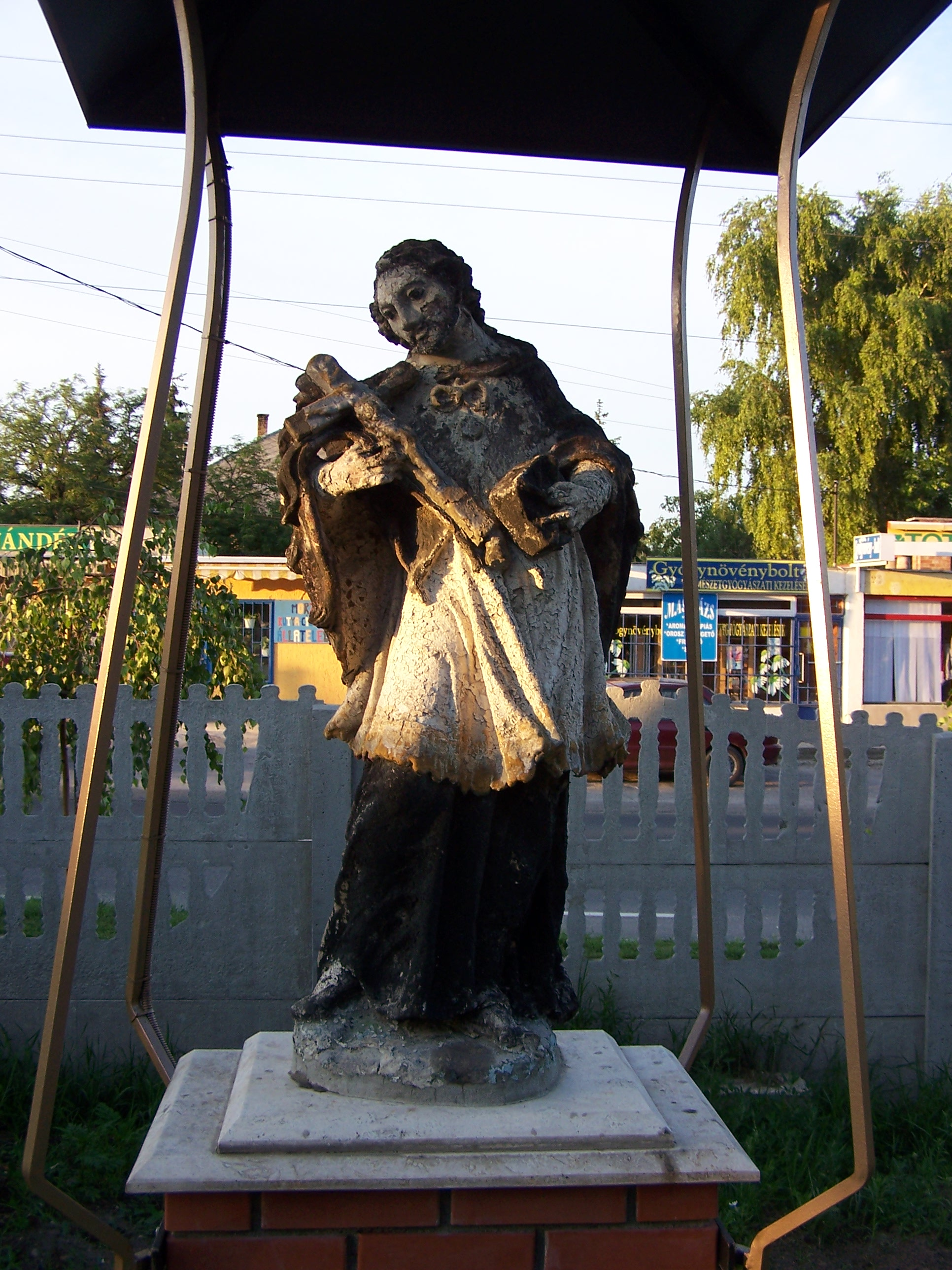
Nepomuki Szent János-szobor

- Kerepes és Mogyoród határában épült a Magyar Formula–1-es futam helyszíne, a Hungaroring.
- Templomrom, a Kálvária dombon
- Római katolikus templom (szecessziós – épült: 1911–12)
- Műemlék Nepomuki Szent János-szobor a temetőben
- Tiszttartói ház és magtár
- Magyarország első Saolin temploma

- Szabó Magda írónő Kerepesen töltötte élete utolsó éveit, itt érte a halál 2007. november 19-én.

## Testvértelepülései
- Hořice, Csehország
- Pabianice, Lengyelország
- Alsóbodok, Szlovákia
- Oroszhegy, Románia (Erdély)